# Флумиани, Гилберт
Гилберт Флумиани (хорв. Gilbert Flumiani; 26 декабря 1889, Задар — 12 мая 1976, Загреб) — хорватский химик и университетский преподаватель.

## Биография
Гилберт Флумиани родился в декабре 1889 года в Задаре. Окончив в 1908 году среднюю школу в своём родном городе, он отправился в Австрию, для поступления на химический факультет Инсбрукского университета, где его преподавателем и научным руководителем стал химик Карл Брюннер. Получив в 1913 году диплом, Флумиани на один учебный год стал учителем в Высшей ремесленной школе в Сплите, после чего вернулся в свой альма-матер, для того чтобы в его стенах защитить докторскую диссертацию. После успешного получения учёной степени он вернулся в Сплит, где пять следующих лет провёл в качестве профессора одной из городских гимназий. В 1921 году Флумиани присоединился к преподавательскому штату химико-инженерного отделения Высшей технической школы в Загребе. После преобразования в 1926 году Высшей технической школы в Технический факультет Загребского университета, Флумиани перешёл на Философский факультет, где в то время преподавались естественные науки. В качестве профессора на этом факультете он провёл двадцать лет, большую часть из которых он возглавлял химическое отделение факультета. В 1946 году Гилберт Флумиани покинул Загребский университет и, также в качестве профессора химического отделения, присоединился к Философскому факультету университета в Скопье.